# Amavida
Amavida là một đô thị ở tỉnh Ávila, Castile và León, Tây Ban Nha. Theo điều tra dân số năm 2004 (INE), đô thị này có dân số 190 người. Diện tích của Amavida là 15,00 km², mật độ dân số là 12,27 người/km².
| 1991 | 1996 | 2001 | 2004 |
| ---- | ---- | ---- | ---- |
| 214  | 203  | 192  | 190  |